# Славонски Брод
Славонски Брод је град у Хрватској и административно средиште Бродско-посавске жупаније. Према резултатима пописа из 2021. у граду је живело 49.891 становника, а у самом насељу је живело 45.005 становника. Славонски Брод је по величини и значају други највећи град у Славонији.

## Називи града
Најстарији сачувани назив је Марсониа (MARSVNNIA) из периода Римског царства. Данас је од тог античког назива остао само назив реке Мрсуње, која се у Броду улива у Саву. Назив брод је од старог назива за прелаз преко река. Пре и за време турске владавине у Славонији град је називан Деспот Брод по српском деспоту Вуку Бранковићу. Старија тврђава у Броду се звала Вуковац, а и у селима око Брода, у Бицком селу, Врановцима, Доњој Врби, Горњој Бебрини... народ је сачувао у памћењу спомен да је ту раније владао неки бродски Вук Деспот. Ту је касније владао титуларни српски деспот Стефан Бериславић. Касније се град звао Брод на Сави, а од 16. марта 1934. до данас - Славонски Брод.

## Географија
Славонски Брод се налази на северној обали реке Саве, на граници с Босном и Херцеговином, средиште је Бродско-посавске жупаније. Представља чвориште главних саобраћајних праваца у смеру запад-исток и север-југ. Кроз Брод пролазе железничка пруга и ауто-пут који повезују западну Европу и Блиски исток, а на реци Сави је мост који спаја Хрватску и БиХ (ту је и међународни гранични прелаз). Град је смештен на пола пута између Загреба и Београда, на јужном рубу Панонске равнице, између Бродског Брда на северу, и реке Саве на југу. Трагови још из римског доба показују да је овде одувек био прелаз преко реке, па се зато Брод понекад назива „северним вратима Босне”. На ту чињеницу упућује и сам назив града, који је некада носио име Броод на Сави (Броод- искварено од речи „проход” — прелаз). Пловни пут реком Савом користи се још од доба Римског царства, а паралелно са реком Савом се кроз славонску равницу данас пружа и нафтовод.
Славонском Броду је суседни град Брод, који се налази на другој, јужној обали реке Саве. Брод је знатно мање градско насеље, некада, пре ратних збивања 90-их година прошлога столећа, у доста доброј комуникацији са већим суседом, данас индустријски маргинализован у односу на пре 90-е године. Односи између два града полако се нормализују.

## Историја
Насеља су у овом делу Славоније постојала још у преисторијско доба што је условљено повољним географским положајем, угодном континенталном климом, плодним тлом и близином реке. Град је добио име „Брод” које је првобитно симболизовао место на којем се могла прегазити река, а после и средство за остваривање истог.
На североисточном делу града, на локалитету Галово, релативно недавно откривено је богато налазиште старчевачке културе из раног каменог доба. Осим чињенице да се ради о највећем налазишту из каменог доба на подручју Сјеверне Хрватске, изузетно је битно нагласити да пронађени материјални остаци потврђују 8.000 година старо насељавање Брода.
Научници процењују да је реч, не само о најстаријим доказима насељавања града, него, уопште, и о траговима најстаријег насеља у целокупној Славонији. Налазиште карактерише више карактеристика, због којих привлачи пажњу стручњака. Једна од њих је и први пут у Европи пронађена земуница за сахрану, посебно саграђена. Она је ограђена дрвеном оградом с жртвеником и преко 20 камених секира. Занимљиви су и остаци овде пронађених костура, где је један покопан без главе, док код другог на лобањи недостаје лице, што научнике упућује на постојање „култа лобање” и жртвене обреде. Према налазима с још неких локалитета, стручњаци сматрају да се на градском подручју вероватно налазило доста велико преисторијско насеље.
Кроз историју је локација града Славонског Брода била добро настањена, а прва историјска насеобина на том меесту датира из римских времена, о чему сведоче археолошки налази из тог доба, по имену Марсонија. До данас није утврђено да ли је Марсонија била само поштанска станица и преноћиште, или и читава насеобина.
На познатој Појтингеровој табли Марсонија је означена као Marsonie, а у делу Notitia dignitatum записана је као Auxilia Ascaria Tauruno sive Marsonia.
Проблематиком убикације Марсоније бавили су се већ издавачи Птолемејеве Географије у 16. веку. У том погледу било је различитих мишљења. Први географ из 16. века који је одредио положај Марсоније на локалитету Брода био је Абрахам Ортелијус, који је у свом атласу „Theatrum orbis terrarum” (Антверпен 1590) објавио карту на којој је покушао да реконструише и убицира све античке називе панонских и илирских насеља. Он је Марсонију сместио на Сави управо тамо где се данас налази Брод.
На већ споменутој Појтингеровој табли, најбоље се види да је Марсонија лежала непосредно уз реку Саву, на месту где је римски пут прелазио преко реке. Од наших стручњака, први који је утврдио да је Марсонија (оригинално MARSVNNIA) била на локацији Брода, је М. П. Катанчић. Након тога, ова је чињеница опште прихваћена у науци.
Након Марсоније, на данашњој локацији града су се настанили Словени у 6. веку. Само име града се први пута спомиње у повељи угарско-хрватског краља Беле IV 1224. године. Кроз касни средњи век и већину Новог века Славонски Брод је био важна тврђава у Војној крајини, серији утврђења на граници Аустрије са Османским царством. Иваниш Бериславић (Иваниш Берислав; 1504—1514) је био српски деспот, истакао се у борбама против Турака у Босни. Поред Купиника, деспот је имао седиште и у граду Броду на Сави, из кога је надгледао деспотске градове по Срему и Славонији, као и Јајачку бановину. Утицај Турака на овом простору је доминантан све до краја 17. века, када се ситуација мења освајањем територија од стране Аустроугарске монархије. Осим одбрамбене улоге, у граду се у то време развијају и ситни занати и трговина, а од најранијег доба духовну службу врше Фрањевци под чијим утицајем се развијају просвета и култура.
Фрањо Бериславић Грабарски (између 1494. и 1503. два пута је био јајачки бан) је био господар и насеља Брод. Као удовац се оженио Барбаром Франкопан, удовицом српског насловног деспота Вука Бранковића, који је носио титулу деспот, по прадеди из 1402. године. Тако се Фрањо Бериславић самовољно почео називати (српским-рашким) деспотом.  Долазак Турака у јулу 1536. године је условио да се већ у септембру, октобру и новембру исте године, велики број људи исламизира. Исламизирани Брођани су по наговору Турака своју цркву Светог Марка претворили у џамију, а подигли су још неколико мошеја, којих је почетком 17. века било већ девет. У граду је био и судбени стол - кадилук, а понекад је становао и пожешки санџак.  Из турског периода у Броду су до данас остала нека презимена кроатизираних и покатоличених становника Брода и околине (али и шире, Славоније и Срема): Азаповић (Азапи, Предраг Азап), Ченгић, Тескера (тескера је био назив за турску путну исправу) , Акшамовић... Сачувано је писмо Војводе Карла де Кроја из 1691. године о освајању Брода од Турака. Из писма се види да су Рашани-Срби и Немци, на челу с њим, ослободили Брод од Турака. Он у писму спомиње рацке хајдуке којима је поверио да одвежу неколико турских лађи на Сави, наводи у свом табору рацког капетана Перчинлију с 300 Раца и хајдука. Чим је настала вече, почну Раци и хајдуци прелазити на другу обалу, чамцем се превезло 80 рацких хајдука, који су се сместили иза тамоших рацких колиба. На крају писма пише да је исте ноћи дао турску тврђаву запосести с Рацима и са 100 немачких војника.  Улице: циганска (црквена), шинтерска (лончарска) и балатинска (српска) настале су сеобом године 1770.  Мехмед-бег Јахјапашић је имао бројне поседе у Славонији, које је увакуфио за одржавање својих задужбина у Београду. Имао је и чифлук у кадилуку Брод који су сачињавле хасса-парцеле и млин, познати као Деспотове земље. Деспотове земље су редовно употребљавана ознака за добра која је поседовао титуларни српски деспот Стјепан Бериславић, а која су доласком Османлија прешла у руке појединих османских великаша.
Путописац Атанас Ђорђић (Георгицес) записао je 1626. да у Броду има 500 муслиманских и 40 католичких кућа. Према опису босанског санџака из тог истог времена у Броду је тада било 800 кућа. До 1687. године Брод је могао имати и до 1000 муслиманских кућа, међу којима је било свакако и доста нових муслимана из редова исламизираних староседелаца. Иако под Турцима није било српских православних породица у Броду, већ су оне живеле у околним селима, a мушкарци као мартолози стајали у бродској тврђави и бранили je, православни Срби се овде појављују приликом ослобођења овог подручја, пa и самог Брода. Извјештавајући цара о свом ратовању против Турака на овом сектору, војвода Декроа јавља цару 24. октобра 1691. да је у врло критичној ситуацији (нема људи, нема лађа, чамаца) позвао у помоћ рашког капетана од Брчког, који се звао Брчинлија (ein raizischer Capitan von Pertschka nammens Percinlia) иначе веран и честит човек (sogar ein treuer und braver Mann) да му ca својих 300 Срба и хајдука помогне. Капетан се прославио у борби. Ca голом сабљом је јуришао на Турке ca својим хајдуцима и на оној страни Саве и заслугама највише ових храбрих бораца Брод je ca обе стране Саве поново дошао под царску власт. После ослобођења од Турака, почео се Брод развијати као град. У њега су поред домаћих католика почели да се усељавају и Немци, занатлије и трговци, али православним Србима, као иноверцима, није дозвољавано да се у Броду, као и другим сада слободним војним комунитетима, насељавају, купују или граде своје куће и баве се трговином или занатима.
Брод је био седиште Бродске регименте. У њему је 1847. године било 434 православна Србина, а две деценије потом 1867. има их мање — 376 душа. Матија Бан, који се кроз Славонску границу враћао са свог агитационог путовања 1848. године је у јеку антимађарских догађаја у Броду на Сави, био сведок народног расположења. Догађај је записао у писму Стевану Петровићу Книћанину: "Стигавши у Брод срце ми се ширило у грудима кад сам у тамошњем парку слушао грађане и грађанке гдје пјевају: Устај, устај, Србине!"
У периоду од 1873. до 1886. године, град је био седиште Бродског окружја. Године 1885. мјесто „Брод” се налазило у саставу Новоградишког изборног среза за српски црквено-народни сабор у Карловцима. У њему је тада записано 376 православних Срба. По хрватском историчару Мати Артуковићу, Јевреји су дали допринос напретку Хрватске на свим пољима, а у неким местима, као у Броду на Сави, били су вође најродољубивијих, државотворних хрватских странака.
У 20. веку Славонски Брод је искусио неколико периода брзог раста, као саобраћајни и индустријски центар. Због наглог привредног развитка 20.-е године прошлог столећа се називају „златним добом Брода”. 1909. г. у граду делује Српска кредитна банка. За време Краљевине Југославије град мења име из Брод на Сави у Славонски Брод. За време Другог светског рата град је тешко страдао, а иста га је судбина задесила за време рата у Хрватској. У Другом светском рату ширио се несносан смрад градом када су у Сави плутали лешеви који су стизали из правца логора Јасеновац. У говору који је 5. маја 1941. одржао у Славонском Броду, министар унутрашњих послова НДХ Андрија Артуковић је изјавио: Иселит ћемо и истријебит ћемо српски народ у Хрватској, и бит ћу сретан када будем могао дијелити српску земљу Хрватима. Усташе ће се немилосрдно борити и истребити све оне који не буду вјерни НДХ и њеном Поглавнику и ствараоцу Анти Павелићу. Погледај народе оних 16 храбрих усташа, који имају 16.000 метака и који ће побити 16.000 Срба, послије чега ћемо дијелити Мутилачко и Крбавско поље. На мосту на Сави у Броду, 26. августа 1941., усташе су стрељале 51 од 265 Срба, ухапшених из котара Дервента и Босански Брод, које су прво сабрали у школи села Жеравац. Њих су спроводили у Логор Славонска Пожега. При преласку преко дрвеног моста на њих је, са зачеља колоне, отворена пушчана ватра. Једни су били погођену хицима, неки су бежели, док су неки скакали у Саву. Немци су зауставили усташку паљбу, да би заштитили своје војнике и та околност је помогла да сви Срби на мосту не буду тада поубијани.  Срби из Паучја, Ченкова, Боровика и Великог Набрђа су отерани у логор Јасеновац, 11. августа 1942. од 4. Домобранске бојне из Славонског Брода. Они и усташе су три дана пљачкали та села и спалили цркву Св. Георгија у Паучју. Милан Павичић из Сибиња је хапсио Србе, одводио их у логоре, батинао их је у Кобашу и Ориовцу. 1942. је служио као војник на Дрини и клао је и убијао Србе. По сопственом признању, сам је са једне хриди бацио 70 Срба у Дрину.
Град се постепено опоравља и обнавља те настоји да се повеже привредно и саобраћајно с осталим деловима СР Хрватске, а и ради се на обнављању индустријских погона, који су својевремено запошљавали већину становника.
Данас је Славонски Брод саобраћајни град на ауто-путу која повезује средњу Европу с Малом Азијом. Као административни центар Жупаније и индустријски центар, Славонски Брод и даље расте и развија се, поготово у последњих десетак година.
Према анализа Европске агенције за околину из 2024, у граду је био најзагађенији ваздух у Европској унији.

### Називи улица и тргова кроз историју
Како су се мењале власти, државе и режими у Славонском Броду, мењали су се и називи улица. Српска улица је од 1886. преименована у Караџићеву улицу, од 1909. у Улицу Јосипа Франка, у време НДХ се звала по Јосипу Штадлеру, од 1945.-1990. опет по Караџићу, а од 1990. Улица Андрије Штампара (север). Бранко Радичевић данас нема улицу у свом родном граду, а имао ју је од 1886. до настанка НДХ, када добија име по Марку Храниловићу. И у комунистичкој Југославији ју је имао, све до 1993. када се преименује у Улицу Влатка Мачека. Шеталиште краљице Марије (1930-их), данас је Парк Класија, а Улица Краља Александра је у доба НДХ била Улица Др. Анте Павелића (Поглавникова). Главни градски трг или Корзо, од 1990. је Трг Иване Брлић Мажуранић, а раније је називан по бану Јелачићу (1930-их) и Титу (од 1947). Тиршов трг се називао Усташки трг, у доба НДХ. Трг краља Петра Ослободиоца (раније Фрање Јосипа) се у доба НДХ преименује у Трг Адолфа Хитлера, а од 1945. до данас то је Трг побједе. Хрватски историчар Мато Артуковић и бивши градоначелник Јозо Метер су се залагали (2016. и 2021) за то, да се овај трг назове по Фрањи Туђману. Јован Јовановић Змај је имао улицу до НДХ, и до 1993, а Бранислав Нушић од 1960-их до 1993. Срби католици Брлићи су у доба Краљевине Југославије, као и данас, имали Трг Игњата Брлићa , а у Бродском Виногорју имају Брлићев пут и Брлићев одвојак. Код главне жупне цркве првог мађарског краља Светог Стефана, 1927. постојао је и Трг Светога Стјепана, на којем је тада био кип Светога Флоријана. Данас је то Трг Јосипа Годлара, код улице Светог Флоријана. Улице и тргови Миле Будака и 10. травња (дан оснивања НДХ) појавиле су се почетком 1990-их. Улица Петра Петровића Његоша 1993. замењена је улицом усташког министра Миле Будака. 2011. покренута је безуспешна иницијатива да Миле Будак нема улицу у Броду. Улица се више не зове по Будаку од 2022. Никола Тесла је на Будаинци имао улицу до 1990, када је преименована у Велебитску улицу, а у истом насељу, исте године, Иво Андрић губи улицу, и она постаје Личка улица. Од Срба, једино Миа Чорак Славенска, Никола Тесла и Игњат Алојзије Брлић (трг) до данас имају улице у Славонском Броду. Укидањем Теслине улице на Будаинци 1991, он добија важнију улицу у центру града, која се раније звала по Бранку Бјеговићу. 
Једно од градских насеља (данас месни одбор), Будаинка, носи име по Србину Адаму Будаију , пуковнику Бродске крајине, средином 18. века, који је своју ливаду поклонио Брођанима, а на којој се данас налази Будаинка. Он је по смрти Фрање Тренка дошао на његово место, као вођа тог српског пешадијског пука.

### Рушење муслиманских, православних и јеврејских верских објеката
Сведочанства о постојању џамије и православне цркве нам је оставио Игњат Алојзије Брлић, који је о џамији записао: …а џамија им је стојала на углу трга покрај Саве… темељи те џамије изкопани су год. 1834. Брлић је о православној цркви записао: Око исте године, 1780. саграђена је црква и посвећена Св. Георгију. Први парох бијаше Василије Косић… У цркви самој нема старих натписах, ал крај цркве находе се два гроба с плочама на којима је написано: 1. Еде почивајет раб Божи Хаџи Вресто Боровић, житељ Бродски, рожден у Мацедонији, вароши Москопоље поживе лет: 60 престависја Аугуста 28 лета 1786. У Броду. 2. Еде почивает раб Божи Санко Димовић, житељ Бродски, рождени во Мацедонији, вароши Москопоље, поживи 70 лет, престависја лета 1787. јануара 19. Плоче су сачуване и ограђене ниском оградом, а око њих је паркинг за ауте.
Славонски Брод је верски нетолерантна средина у којој су верски објекти некатолика, рушени кроз историју. По ослобођењу Славоније од турских окупатора прво је страдала џамија, а у Другом светском рату су страдали српски православни храмови у Броду и околини, као и јеврејска синагога. У рату деведесетих година 20. века, опет су рушени српски православни храмови. Православна црква св. Ђорђа из 1780. године (у којој је крштен Бранко Радичевић и поред које су била два гроба двојице свештеника рођених у Москопољу) је срушена у Другом светском рату, а исто је прошла и новоизграђена црква Светог Ђорђа на оближњој локацији, 1991. Поред ове цркве срушене су још две православне капеле у самом граду, а у околини су готово све (7) православне цркве и неколико капела, такође срушене (осим цркве Светог Илије у Новом Топољу која је само демолирана). Капела свете мученице Софије на гробљу је срушена још у Другом светском рату, а капела Светог Великомученика Георгија која се налазила иза парохијске зграде и у којој се деценијама служило до изградње нове цркве, је срушена 1991. године. Јеврејска синагога је спаљена од нациста 1941. године. Данас је у центру града спомен плоча о историји и рушењу те синагоге.
- Црква Светог великомученика Ђорђа у Славонском Броду (1780—1941)
- Гробна спомен плоча двојици православних свештеника из Славонског Брода, 18. век. Обојици је родно место Москопоље, по натпису, тада у Македонији, а данас у Албанији
- Гроб православног свештеника хаџи Вресте Боровића. Рођен је у Македонији у вароши Москопоље. Живео је 60 година, а умро је 28. августа 1786. године
- Гроб православног свештеника Сајка Димовића. Рођен је у Македонији у вароши Москопоље. Живео је 70 година, а умро је 19. јануара 1787. године
- Црква Светог свештеномученика Ђорђа славонског у Славонском Броду. Трећа градња православне цркве у Славонском Броду. Црква св. Ђорђа из 1780. је срушена 1941, а друга, на другој локацији је срушена 1991, као и капела св. Ђорђа. Ова трећа се гради на темељима друге која је од 1991. до 2018. била рушевина, а гради се по истом пројекту као и претходна. Претходне две цркве и капела биле су посвећене Светом великомученику Георгију, а ова је посвећена свештеномученику Георгију Богићу којег су убиле усташе.
- Место некадашње синагоге у Славонском Броду
- Спомен плоча о рушењу синагоге у Броду
- Натпис на спомен плочи о некадашњој синагоги и њеном уништењу

## Становништво
До стварања савремених нација, у Славонији је била страна хрватска национална свест. У писму од 8. октобра 1702. године, угледни људи из Брода, сведоче о узорном црквеном деловању фрањеваца из Брода. Разлог писања писма је био покушај Загребачке бискупије да се тај крај стави под хрватски утицај и да црквено припадне Загребу, а не Ђаковачкој бискупији. На почетку тога писма они пишу: Ми доље потписани римокатолици народности славенскоилирске града Брода... Од њихове жупничке скрби... нити канимо нити хоћемо, да нас се кида, било каквим насиљем, подстреком или одвођењем... Након имена и презимена 21 потписника (од којих су нека од презимена: Дабић, Богдановић, Лазић, Нинковић, Наранђић...), следи текст у којем се опет наводе називи народа: …овом славонском и рашком народу… Српска свест, међу малобројном интелигенцијом Славоније је претходила хрватској, иако је у ранијим вековима она замирала због верских разлика, па католици имају друга имена Шокци, Буњевци, Илири... Андрија Торкват Брлић, Србин католичке вере из Брода на Сави (каснијег Славонског Брода) пише да је: Славонија скоро искључиво напучена Сербством римске и герчке цркве. Игњат Брлић на крају писма из Беча, од 9. маја 1853. године, свом брату Андрији Торквату Брлићу пише: ...бадава је сав напор наш без политичне самосталности, а то би се, како прије рекох, најлакше могло постигнути, кад би се србско име обновило и тим именом, као што већ сад сваки Србин чувствује, српско царство, самосталност и.т.д. скопчала и у народу пробудила. Још наш Шокац, ја то најбоље знам, пјева о србском цару Стипану, о цару Лазару, о Косовској битки и.т.д. чувствује да је Србин, али изрећи само неће...
И други Брођанин, истакнути илирац Мато Топаловић, католички свештеник, у свом делу из 1842. године, Одзив родољубног сердца је записао: Хеј! ви високомудри Хорвати, који нећете ништа да чујете о имену илирском! Којим правом можете ви и помислити само, да се наш народ јужни, наш језик, наша литература именом хорватским овјенча? Кажите ми молим вас, одкад вам се рачуна главни ваш град Загреб да спада на Хорватску? Ја у старини само славонско име тамо налазим. Bani totius Slavoniae, имадиаху област од мора јадранског тла до Дунава. Гди је тад Хорватска била?…

### Град Славонски Брод

#### Број становника по пописима
| Националност   | 2001.  | 1991.  | 1981.  | 1971.  | 1961.  | 1953.  | 1948.  | 1931.  | 1921.  | 1910.  | 1900. | 1890. | 1880. | 1869. | 1857. |
| бр. становника | 64.612 | 57.229 | 49.153 | 40.043 | 30.093 | 23.116 | 20.196 | 19.203 | 13.729 | 13.193 | 9.627 | 6.940 | 5.872 | 4.775 | 4.015 |

- напомене:

Настао из старе општине Славонски Брод.

### Славонски Брод (насељено место)

#### Број становника по пописима
| Националност   | 2001.  | 1991.  | 1981.  | 1971.  | 1961.  | 1953.  | 1948.  | 1931.  | 1921.  | 1910.  | 1900. | 1890. | 1880. | 1869. | 1857. |
| бр. становника | 58.642 | 55.683 | 47.583 | 38.705 | 28.810 | 21.858 | 16.681 | 15.827 | 11.199 | 10.651 | 7.532 | 4.968 | 4.433 | 3.362 | 2.736 |

- напомене:

До 1921. исказивано под именом Брод. Садржи податке за бивше насеље Будаинка од 1900. до 1948. и Подвиње од 1953. до 1991. У 2001. смањено је за подручје насеља Подвиње.

#### Демографске карактеристике
До 1991, број становника се повећавао захваљујући снажном расту привреде (велике фабрике „Ђуро Ђаковић”, „Јасиње”, „Славонија” индустрија дрвета... и сл.)
Подаци 1991. су: 57.796 становника, а 2001. су: 64.612 становника (од тога 33.727 жена и 30.885 мушкараца), то се сматра малим порастом броја становника нарочито ако се узме у обзир велики број избеглица из Босанске Посавине за време рата, те сада, према проценама, град са широм приградском зоном досеже максимално 80-ак хиљада становника (2005. год). Граду Броду гравитира и шире подручје жупаније са око 100.000 становника. Тај убрзани тренд захваљује понајприје снажном развоју (нарочито до 1990), те приливу босанских Хрвата у ратним и поратним раздобљима. У раздобљу од 1992. године, које се поклапа с почетком ратних збивања на простору града, до 2001. године, кад је извршен последњи попис становништва, примећује се забрињавајуће опадање природног прираштаја. Број живорођених је у значајном паду, док је број умрлих мање-више константан. Разлози овој појави могу бити различити и могу се генерално везати уз мењање стила живота, модернизацију и слично, али чињеница је да ова појава има негативне последице на бројне друштвене елементе. Ипак, нека скорашња истраживања, спроведена у Хрватској, уз Сплит, предвиђају висок демографски раст још једино Славонском Броду.

## Попис 1991.
На попису становништва 1991. године, насељено место Славонски Брод је имало 55.683 становника, следећег националног састава:
| Попис 1991.‍    | Попис 1991.‍  | Попис 1991.‍ | Попис 1991.‍ | Попис 1991.‍ |
| -------------- | ------------ | ----------- | ----------- | ----------- |
|                |              |             |             |             |
| Хрвати         | Хрвати       |             | 44.541      | 79,99%      |
| Срби           | Срби         |             | 4.685       | 8,41%       |
| Југословени    | Југословени  |             | 2.417       | 4,34%       |
| Муслимани      | Муслимани    |             | 402         | 0,72%       |
| Роми           | Роми         |             | 207         | 0,37%       |
| Украјинци      | Украјинци    |             | 194         | 0,34%       |
| Словенци       | Словенци     |             | 149         | 0,26%       |
| Црногорци      | Црногорци    |             | 99          | 0,17%       |
| Албанци        | Албанци      |             | 81          | 0,14%       |
| Мађари         | Мађари       |             | 63          | 0,11%       |
| Македонци      | Македонци    |             | 61          | 0,10%       |
| Чеси           | Чеси         |             | 47          | 0,08%       |
| Немци          | Немци        |             | 43          | 0,07%       |
| Румуни         | Румуни       |             | 38          | 0,06%       |
| Словаци        | Словаци      |             | 24          | 0,04%       |
| Турци          | Турци        |             | 23          | 0,04%       |
| Италијани      | Италијани    |             | 17          | 0,03%       |
| Русини         | Русини       |             | 14          | 0,02%       |
| Пољаци         | Пољаци       |             | 10          | 0,01%       |
| Бугари         | Бугари       |             | 3           | 0,00%       |
| Грци           | Грци         |             | 3           | 0,00%       |
| Јевреји        | Јевреји      |             | 2           | 0,00%       |
| Руси           | Руси         |             | 2           | 0,00%       |
| остали         | остали       |             | 21          | 0,03%       |
| неопредељени   | неопредељени |             | 1.022       | 1,83%       |
| регион. опр.   | регион. опр. |             | 107         | 0,19%       |
| непознато      | непознато    |             | 1.408       | 2,52%       |
| укупно: 55.683 |              |             |             |             |

## Управа
Након локалних избора (2007) за градоначелника је изабран Мирко Дуспара, др. мед. (ХСП), а за заменике Владимир Јерковић и Оливера Маглић.

## Привреда
Славонски Брод има доста развијену индустрију, иако она због рата и доста лошег прелаза с комунизма у капитализам, опада задњих 10 — 12 година. Но се полако уздиже на ноге, па тако и бродски див „Ђуро Ђаковић” који је и добро познат преко граница Хрватске по изразито широком и квалитетном производном програму. Производне потенцијале ове фирме није потребно посебно објашњавати али издвојимо само неке: мостови (Масленички мост...), железничка возила, индустријска постројења, пољопривредне машине, ауто-делови, борбена возила и опрема (тенк Дегман) итд. Осим тога, ово је предузеће и део хрватског конзорција „CROTRAM”, који је произвео први хрватски нископодни трамвај.
Важна је и пољопривреда и узгој воћа, а добро се развија и прехрамбена индустрија, управо идеална за ово подручје. Бродски крај познат је по производњи изузетно квалитетних врста вина, а један је од најпознатијих произвођача винарија „Здјеларевић”, која своје производе и извози.
Саобраћај је увек био важна ставка бродске привреде од римских времена, па и данас. Кроз Брод пролази важан хрватски ауто-пут Загреб-Славонски Брод-Београд (А3). Брод је и друга најважнија речна лука у држави (у изградњи је савремена лучка инфраструктура с предвиђеним годишњим капацитетом од 1.500.000 тона). Саобраћајни значај града све више расте и с почетком изградње новог ауто-пута на међународном транзитном правцу Ц5, који ће повезивати средњу Европу и Славонију са БиХ и обалом Јадранског мора. Траса будуће саобраћајнице налази се на нешто више од 15 km источно од центра Брода, па је њеним довршавањем 2008. године, шира приградска зона постала једно од највећих саобраћајних чворишта у Хрватској, с обзиром на већ постојећи ауто-пут. Због изврсне саобраћајне повезаности, на раскрсници важних међународних праваца, овај инфраструктурни пројект се врло позитивно одражава на даљи привредни развој колико самога града, толико и читаве жупаније.
Услужне делатности постају врло важне, нарочито туризам. У Славонском Броду се налази споменик нулте категорије „Бродска тврђа”, која је иначе међу највећим, и један од најважнији споменика континенталне Хрватске, осим тога у Броду постоје још многе грађевине и манифестације које у задње време привлаче посетиоце.
Једна од тих занимљивости је и површином највећи градски трг у Хрватској (што је мало познато), Трг Иване Брлић-Мажуранић, такође један од најлепших у држави, с погледом на реку Саву.
Ту се налази и кућа Иване Брлић-Мажуранић, светски прослављене књижевнице за децу, којој трг и дугује своје име. На њему се током године одржавају многобројне културне манифестације, које привлаче пажњу, а обилује и мноштвом различитих садржаја, као што су галерије, књижаре, кафане, ноћни клубови, различите трговине. Због свега наведенога представља центар друштвених догађања у граду и одлично место за добар провод.
У непосредној близини трга налази се и највеће и најуређеније градско шеталиште уз реку у држави, популарни бродски „Кеј”.

## Познати људи
- Бранко Радичевић, познати српски песник, рођен је у Славонском Броду
- Мато Топаловић, славонски свештеник, припадник Илирског покрета
- Томо Скалица, први Србин који је опловио свет (пре Иве Висина)
- Андрија Торкват Брлић, српски политичар
- Ивана Брлић-Мажуранић, књижевница, провела је велики део живота у Славонском Броду
- Коста Мушицки, генерал Српског добровољачког корпуса
- Данило Димовић, председник Босанског сабора
- Драгутин Тадијановић, песник
- Миа Чорак, примабалерина светскога гласа (ХНК, Метрополитен, Скала итд.)
- Владимир Бецић, познати хрватски сликар
- Андрија Штампар, међународно признати здравствени радник
- Матија Месић, први ректор Загребачкога свеучилишта, историчар
- Вјекослав Клаић, историчар
- Даворин Базјанац, међународно признати пионир машинства
- Јосип Штадлер, први сарајевски надбискуп
- Светозар Ритиг, свештеник, теолог, академик и политичар
- Хуго Бадалић, песник
- Мијо пл. Филиповић, оснивач Загребачког Зоолошког врта
- Бранко Ружић, један од првака хрватске савремене уметности
- Звонимир Толди, етнолог
- Александар Мартиновић, српски политичар
- Силвије Томашевић, новинар
- Група Аниматори, рок састав у време СФРЈ
- Ђуро Ђаковић, истакнути члан КП-а
- Јосип Антоловић, генерал-пуковник ЈНА и народни херој Југославије
- Здравко Томац, политичар
- Ивица Рачан, политичар
- Крунослав Керн, сликар
- Здравко Ћосић, сликар
- Јосип Мајић
- Предраг Голл, сликар
- Ирена Колесар, југословенска глумица
- Вилим Бук, штампар, издавач, друштвени радник
- Венио Лосерт, спортиста
- Марио Манџукић, спортиста
- Владимир Делач, аутор стрипова
- Иван Луц, физичар и писац научне фантастике

## Споменици и знаменитости

### Тврђава Брод, споменик нулте категорије
Старија тврђава се звала Вуковац. Данас више не постоји. У Броду, једном од важних стратешких и саобраћајних места које је контролисало гранични прелаз према Турској и повезивало главне трговачке путеве, Аустрија у времену 1715—1780. године гради велику Царску и краљевску славонску пограничну тврђаву Брод на ријеци Сави.
По својим димензијама, ова тврђава спада међу највеће такве објекте у Хрватској (и у Европи), па се упоређује и с Диоклецијановом палатом, чији је северни пандан. Присилним радом градили су је сељаци граничари. Тврђава правилног звездоликог облика који је диктирао равничарски терен зидана је земљаним набојем, опеком, дрветом и делимично каменом. За потребе великог тврђавског комплекса предвиђеног за смештај 4.000 војника и 150 топова посечене су богате шуме у широкој околини града. Непосредна близина овог фортификацијског објекта чији је ерар обухватао површину од 141 јутра и 586 хвати, све до краја 19. века утицала је на развој самог насеља (дрвена архитектура, ширење насеља на исток) чија је урбана основа формирана још у турско доба. Године 1860. тврђава је укинута као војнички безначајна, али тек почетком 20. века допуштена је градња у ужем еспланадном простору. Јединствени и монументални пример војне фортификацијске архитектуре 18. века у Славонији — тврђава Брод — проглашена је спомеником културе. Поступна обнова постојећих, делом данас разграђених простора и појединачних грађевина велике барокне Тврђаве Брод у њеним изворним опкопима испуњеним водом, пројект је јединственог будућег средишта града Славонског Брода. Унутар зидина тврђаве већ се налази Галерија Ружић, чији се стална поставка састоји из мноштва репрезентативних радова хрватске савремене уметности, а честе су и гостујуће изложбе. Бродски „фестунг” још удомљује и Класичну Гимназију, као и Градску управу. У будућности је у плану, како буде текла обнова, и уређење „Музеја Границе”, који би посетиоцима требало да преноси угођај посавских крајева из раздобља противтурских ратова. Уз ове, предвиђен је и низ других културних и друштвених садржаја унутар језгра тврђаве.
У тврђави је у доба комунистичке Југославије била касарна ЈНА. На почетку рата 90-их година 20. века, хрватске снаге су провоцирале војнике ЈНА, пуцањем по касарни, а из ње су војници узвратили пуцњавом. У књизи Бродска тврђава Јосипа Кљајића из 1998. се изврћу те чињенице и пише да војницима ЈНА није сметало што се налазе у споменику највише категорије, па су из простора тврђаве почели отварати ватру на град Брод и то највише под притиском часника српске националности. Хрватска војска је током септембра 1991. више пута упозорила часнике и војску у тврђави да обуставе те нападе, но ови су се оглушили и још жешће су почели нападати град. Сви преговори с ЈНА и бројни позиви на часну предају нису дали резултата. Хрватској војсци је преостала само једна могућност. Оружано освајање тврђаве. Након дводневне борбе хрватска војска је ушла у тврђаву Брод 16. септембра 1991. У бици није било већих оштећења тврђавског комплекса и објеката у њему. Војска ЈНА у тврђави, опкољена хрватским снагама, је била у незавидном положају и није била у прилици да прва пуца и провоцира.

### Фрањевачки манастир и црква Пресветог Тројства, споменик прве категорије
Године 1694. саграђен је дрвени фрањевачки манастир који је служио потребама заједничког редовничког живота. Камен темељац за нови зидани манастир, на земљишту ван домета тврђавских топова положио је 1727. године барон Тренк, заповедник Брода а до краја године завршен је западни тракт манастира и озидан врт. До 1732. године саграђен је јужни тракт, потом источни (1768—1770). Изнад крова манастирског северног ходника постављен је сат који је као и сунчани оцртани сат израдио Алекса Шоц. Бродски фрањевци не само да су вршили духовну службу негу су имали и значајну просветитељску улогу и отварањем школе 1709. године постају њени први учитељи, а 1720. године отварају филозофски факултет. До наших дана фрањевци су задржали континуитет рада у Бродском Посављу, о чему сведочи и њихова изузетно богата библиотека, у којој се чувају неке од највреднијих и најстаријих књига у Хрватској. Фрањевачки манастир, и данас добро очуван, једна је од најмаркантнијих барокних грађевина у Славонији с најрепрезентативнијим клаустром манастирске архитектуре северне Хрватске.

## Образовање
Данас у Славонском Броду постоји Машински факултет, Висока учитељска школа, осам средњих школа, десет основних школа и једна основна музичка школа. Од установа предшколског васпитања, у граду постоји 7 дечјих вртића, центар за рехабилитацију и васпитање деце с тешкоћама у развоју и једна музичко-језична радионица.
Цтопа неписмених ниска у односу на целокупно становништво. Највећи је број неписмених у старијим добним групама што се може повезати с другачијим условима живота и образовања у ранијим временима.
Образовани део становништва највише чини оно које завршава основне и средње школе, а мањим делом више школе и факултете. Али се и тај тренд у задње време почиње мењати, због све виших захтева, које поставља тржиште рада по питању одговарајућег образовања појединаца. У директној вези с овом проблематиком је и планирано проширивање могућности високошколског образовања на подручју самога града Славонског Брода. Већ пар година постоје врло озбиљни планови око покретања неких нових студија у граду, који су се одужили услед недостатка финансијских средстава, али је њихова реализација у ближој будућности ипак све изгледнија. С обзиром да је стопа наталитета у опадању, све мањи број деце се уписује у основне школе. Ипак, по полној структури једнак се број дјечака и дјевојчица уписује у основну школу, док при упису у средњу школу број девојчица које уписују гимназију је готово двоструко већи од дечака, док је однос исти, али у корист дечака при упису у занатске школе. При упису у више и високе школе разлике нису значајне. Можда би још било занимљиво споменути да двоструко више мушкараца стичче докторску титулу по завршетку последипломских студија.
Основношколске установе у Славонском Броду
- ОШ Ивана Горана Ковачића Славонски Брод
- ОШ Антуна Михановића Славонски Брод
- ОШ Хуге Бадалића Славонски Брод
- ОШ Ђуре Пилара Славонски Брод
- ОШ Блажа Тадијановића Славонски Брод
- ОШ Богослава Шулека Славонски Брод
- ОШ Владимира Назора Славонски Брод
- ОШ Иване Брлић Мажуранић Славонски Брод
- ОШ Милана Амруша Славонски Брод
- ОШ Ивана Зајца (основна музичка школа) Славонски Брод
- ОШ 11. Основна школа Славонски Брод
- ОШ И. Б. Мажуранић- Подручно разредно одељење у Бродском Варошу
- ОШ Богослав Шулек- Подручно разредно одељење у Врановцима

Средњошколске установе у Славонском Броду:
- Гимназија „Матија Месић” Славонски Брод
- Класична гимназија и колегиј фра. Маријана Ланосовића Славонски Брод
- Техничка школа Славонски Брод
- Средња школа Матије Антуна Рељковића Славонски Брод
- Економско-биротехничка школа Славонски Брод
- Средња медицинска школа Славонски Брод
- Индустријско-обртничка школа Славонски Брод
- Обртничка школа Славонски Брод

Високошколске установе у Славонском Броду:
- Свеучилиште Јосипа Јураја Штросмајера Осијек
- Машински факултет
- Висока учитељска школа

Студентски смјештај
- Студентски центар у Славонском Броду

## Култура
По великом српском песнику Бранку Радичевићу су носиле назив две школе, некадашња гимназија, а данас Машински (стројарски) факултет и основна школа Ђуре Пилара у Бродском Виногорју. Једна улица је названа по њему, а имао је и две спомен плоче, на родној кући и старијој гимназији, данас Машинском факултету. Пред рат деведесетих година 20. века (1991. године) све је то уклоњено у процесу десрбизације, а од нестанка је сачувана само једна спомен плоча са Машинског факултета која се чувала у депоу градског музеја. Она је настојањима Срба из Брода 2018. године опет на јавном месту. Постављена је у порти православне цркве у изградњи (након што је срушена 1991. године). Осим неких Срба који су присуствовали свечаности поновног откривања спомен плоче, свечаности се није одазвао нико од званичних представника града и жупаније.

У месту постоји Српски културни центар.
- Враћена спомен плоча Бранку Радичевићу у родном граду Славонском Броду. Сада се налази у порти православне цркве у изградњи
- Спомен плоча Бранку Радичевићу из 1924. године.
- Спомен плоча Бранку Радичевићу

Позоришта
- Дјечје Казалиште Ивана Брлић Мазуранић
- Казалишно концертна дворана „Ивана Брлић Мажуранић” Славонски Брод

Биоскопи
- Хрватски дом
- Кино Брод
- Кино Синестар у склопу тржног центра Сити Колосеум

Библиотеке
- Градска књижница Славонски Брод
- Библиотека фрањевачког манастира у Славонском Броду

Музеји
- Музеј бродског Посавља
- Кућа Иване Брлић-Мажуранић

Галерије
- Галерија умјетнина града Славонског Брода
- Галерија „Ружић и сувременици”
- Атеље — Уникат
- Атеље — Аурел
- Галерија и антикваријат Бален
- Галерија Кутузовић
- Ликовни салон «Владимир Бецић»

Манифестације
„Бродско коло”, смотра фолклора Бродско-посавске жупаније
- Организатор: Фолклорни ансамбл Брода

„Бродско глазбено љето”
- Организатор: Казалишно-концертна дворана „И. Б-Мажуранић”

Ликовна колонија „Сава”
- Организатор: Галерија умјетнина града Брода

„У свијету бајки Иване Брлић-Мажуранић”
- Организатор: Град Слав. Брод и ККД „И. Б-Мажуранић”

## Медији
Новине
- Посавска Хрватска (1894—1898) - правашки лист
- Посавска Хрватска - од 1907.
- Материнска риеч - од 1907.[66]
- Бродске новине - од 6. септембра 1919. - 1925. Орган Демократске странке Срба, Хрвата и Словенаца и службени гласник градске организације ЈНС-а.[67]
- Југославенска слога - 1. број је изашао 23. априла 1932. као гласило среске организације ЈРСД.[68]
- Бродски лист- бивши лист који је излазио више деценија 20. века
- Посавска Хрватска (новине) - лист који је наследник Бродског листа, од краја 20. века, и излази петком, као недељник и данас (и у 2022. години).

Радио
- Радио Брод
- Радио Славонија

ТВ станице
- Сбтв -Славонскобродска телевизија
- ХТВ, дописништво

Интернет
- Славонски Брод онлајн
- Медиа-Виа

## Спорт
Најпопуларнији спортови су фудбал и кошарка.
Брођани су остварили завидне резултате у тим спортовима као и у многим другима, посебно бокс, тенис, карате, рукомет...
- НК Марсониа, навијачи: „Легија”
- КК Славонски Брод
- Боксачки клуб Посавина Куна
- ТК Брод

## Партнерски градови
- Цеље

## Удружења и клубови
- МЗУ, мрежа заједница учења, Славонски Брод
- Беуз Славонски Брод
- Бумн(удружење младих и најмлађих)
- Heron Marsonica Rally Team (обожаватељи „спачека”)
- ФАБ — Фолклорни ансмабл Брода
- Matica Hrvatska Slavonski Brod
- Paintball i Airsoft klub Marsonia
- Група за људска женска права
- Удружење корисника wireless комуникација (SBWIFI)
- sbrocknet (градска рок сцена) Архивирано на веб-сајту  (2. септембар 2006)